# Постанс, Джон
Джон Масгроув Постанс (англ. John Musgrove Postans; 1869, Shelley, Суффолк — 9 января 1958, Бирмингем, Уорикшир или Колчестер) — британский стрелок, чемпион летних Олимпийских игр.
Постанс принял участие в летних Олимпийских играх в Лондоне в стендовой стрельбе. Он стал олимпийским чемпионом в командной стрельбе и не завершил соревнование в индивидуальной.